# Route nationale 184c
La route nationale 184C, ou RN 184C, était une route nationale française reliant Saint-Germain-en-Laye à la forêt de Saint-Germain.
Quand la déviation de Saint-Germain-en-Laye fut créée, l'ancien tracé de la RN 184 via le centre-ville et la Route des Loges fut renuméroté RN 184C.
À la suite de la réforme de la numérotation des routes nationales des années 1970, elle fut dans un premier temps renumérotée RN 284 avant d'être finalement déclassée en RD 284.